# Silvio Narizzano
Silvio Narizzano, né le 8 février 1927 à Montréal au Canada et mort le 26 juillet 2011 à Londres, est un réalisateur anglophone canadien.

## Biographie
Né dans une famille italo-américaine, il étudie à l'Université Bishop's de Lennoxville (Sherbrooke).
Il travaille tout d'abord pour la compagnie Mountain Playhouse de Montreal, puis entre à la CBC, où il réalise plusieurs émissions de télévision.
Influencé par les films britanniques de Richard Lester, Tony Richardson, John Schlesinger et par les cinéastes de la Nouvelle Vague française, il émigre au cours des années 1950 à Londres et travaille pour la télévision. Il remporte le BAFTA de la meilleure série dramatique 1966 pour Court Martial. À la même époque, il signe pour la Hammer Film Productions le thriller Fanatic (1965), d'après un récit de Richard Matheson. L'année suivante, il réalise son plus gros succès Georgy Girl (1966), une comédie qui reçoit 4 nominations aux Oscars et une nomination pour le BAFTA du meilleur film britannique. Le film est en outre sélectionné en compétition officielle à la 16e Berlinale où il remporte le OCIC Award.
Après les échecs successifs du western, El Gringo (Blue, 1968), de la comédie policière Le Magot (The Loot, 1970), tirée de la pièce éponyme de Joe Orton, et de la coproduction italo-américaine Le Salopard (Senza ragione, 1973) avec Franco Nero, il donne un de ses meilleurs films avec la comédie dramatique Pitié pour le prof (Why Shoot the Teacher?, 1977), tournée en Saskatchewan, dans les Prairies canadiennes, où Bud Cort joue le rôle d'un jeune professeur inexpérimenté. En 1979, L'École ras-le-bol (The Class of Miss MacMichael, 1979), avec Glenda Jackson, reprend certains thèmes de Pitié pour le prof.
Silvio Narizzano continue de travailler pour la télévision et réalise notamment, en 1984, Un cadavre dans la bibliothèque, un téléfilm en trois parties, tiré du roman éponyme d'Agatha Christie.
Dès son arrivée en Angleterre, Silvio Narizzano partage chaque année son temps entre Londres et Majorque afin de ne pas travailler sous pression, car il souffre d'un état de dépression majeure chronique qui s'accentue après la mort de son compagnon de vie, le scénariste et acteur Win Wells (1935-1983).

## Filmographie

### Au cinéma
- 1965 : Fanatic
- 1966 : Georgy Girl
- 1968 : El Gringo (Blue)
- 1970 : Le Magot (The Loot)
- 1973 : Le Salopard (Senza ragione)
- 1977 : Pitié pour le prof (Why Shoot the Teacher?)
- 1979 : L'École ras-le-bol (The Class of Miss MacMichael)
- 1979 : Las flores del vicio
- 1981 : Choices

### À la télévision (liste partielle)
- 1956-1960 : 6 épisodes de la série britannique ITV Television Playhouse
- 1956-1963 : 13 épisodes de la série britannique ITV Play of the Week
- 1958 : Doomsday for Dyson, téléfilm britannique, scénario de J.B. Priestley
- 1959 : The Fallen Idol, saison 3, épisode 2, de la série britannique The DuPont Show of the Month, d'après la nouvelle The Basement Room de Graham Greene
- 1960 : Oscar Wilde, saison 1, épisode 5, de la série britannique On Trial
- 1966 : All Is a Dream to Me, saison 1, épisode 10, de la série britannique Court Martial
- 1973 : The Little Farm, saison 2, épisode 1, de la série britannique The Little Farm
- 1977 : Come Back, Little Sheba, téléfilm présenté dans le cadre de la série télévisée britannique Laurence Olivier Presents, tiré de la pièce éponyme de William Inge
- 1980 : Staying On, téléfilm, tiré du roman éponyme de Paul Scott
- 1984 : Un cadavre dans la bibliothèque, téléfilm en 3 parties présenté dans le cadre de la série télévisée britannique Miss Marple, tiré du roman éponyme d'Agatha Christie
- 1990 : Artists in Crime, épisode pilote de la série télévisée britannique The Inspector Alleyn Mysteries, tiré du roman policier éponyme de Ngaio Marsh
- 1993 : The Nursing Home Murder, saison 1, épisode 2, de la série télévisée britannique The Inspector Alleyn Mysteries, tiré du roman policier éponyme de Ngaio Marsh